# Žontar
Žontar  je priimek več znanih Slovencev:
- Aleš Žontar, gorski tekač
- Ana Žontar Kristanc, TV voditeljica, kulinaričarka, vplivnica
- Eva Žontar (1991?—2018), popotnica, umrla med vzponom na 5.947 metrov visoko goro Alpamayo v Peruju
- Janez Žontar, čebelar
- Josip Žontar (1895—1982), pravnik, arhivist, zgodovinar, predavatelj
- Jože Žontar (1932—2020), zgodovinar, arhivist, predavatelj
- Majda Žontar (*1936), zgodovinarka, muzealka
- Primož Žontar (1858—1934), čebelar in rezbar
- Tomaž Žontar, glasbenik klaviaturist